# I'll Write Your Name Across the Sky
I'll Write Your Name Across the Sky är vinnarlåten för Idol 2024, som är inspelad och framförd av de båda deltagarna Margaux Flavet och Joel Nordenberg. Upphovsmannen till låtens text och musik är Jörgen Elofsson, som tidigare har skrivit och komponerat vinnarlåtarna för 2004, 2005, 2006 och 2008 års säsonger. Margaux Flavet mottog priset strax efter att hon hade vunnit säsongsfinalen av programmet den 7 december 2024.